# Lars Dahll
Lars Dahll, född 1823, död 1908, var en norsk militär.
Dahll blev överstelöjtnant i generalstaben 1872, fälttygsmästare 1875, och var april-juni 1884 krigsminister och blev samma år överste i armén. 1889-1897 var han artilleriöverste. Som fälttygmästare under stadsrådet Adolph Frederik Munthe och senare som dennes efterträdare som krigsminister spelade Dahll en framträdande roll under riksrättsåtalet mot regeringen Selmer.